# TRF (banda)
TRF (Tetsuya Komuro Rave Factory) é um grupo japonês, formado em 1992. Seus integrantes são o rapper DJ Koo, a vocalista Yu-ki, e os dançarinos Chiharu, Etsu, e Sam.

## História
A banda foi abreviada como "TRF" em 1993. Durante os anos de 1994 até 1995, a banda lançou 5 singles produzidos por Tetsuya Komuro, na gravadora Avex. Em 1995, a canção "Overnight Sensation: Jidai wa Anata ni Yudaneteru" recebeu o Japan Record Award.
No ano seguinte, a banda mudou seu nome para a abreviação "TRF" com o single "Hey! Ladies & Gentlemen".
Yu-ki também dublou no filme de animação infantil Elmer's Adventure: My Father's Dragon, onde ela também cantou o tema de abertura. Ela também cantou a abertura do tokusatsu de 2006 Kamen Rider Kabuto.
Chiharu tinha trabalho na coreografia para a cantora J-Pop Shizuka Kudō, e também fez uma aparição em um Jdrama como ela mesma.
Sam era casado com a popstar Namie Amuro em 1997, que estava grávida dele de três meses na época, mas o casal se divorciou em 2002, devido a diferenças irreconciliáveis. Amuro tem a custódia total de seu filho, Haruto.
A canção "Lights and Any More" foi usada como tema de abertura no anime Wangan Midnight, e a canção Silence Whispers foi usada como segundo tema de encerramento no anime Black Jack 21. Um remix da canção, Boy Meets Girl, foi usado como tema de encerramento no anime, Ufo Baby em 2000, e em 2013 o grupo Prizmmy☆ fez um cover de uma canção da banda para o anime Pretty Rhythm: Rainbow Live.
O 20º aniversário da banda foi realizado em fevereiro de 2013 e eles anunciaram que lançariam algo novo a cada mês, a partir de novembro de 2012.

## Discografia

### Singles
- "Going 2 Dance, Open Your Mind Siraju" (25 de fevereiro de 1993)
- 'Open Your Mind' (12", Lançado somente nos Estados Unidos pela Radikal Records, em 1993) conhecidos como TRF Rave Factory
- "EZ Do Dance" (21 de junho de 1993)
- "Ai ga Mou Sukoshi Hoshiyo" (21 de novembro de 1993)
- "Silver and Gold dance" (21 de novembro de 1993)
- "Samui Yoru Dakara..." (16 de dezembro de 1993)
- "Survival Dance 'no no cry more'" (25 de maio de 1994)
- "Boy Meets Girl" (22 de junho de 1994)
- "Crazy Gonna Crazy" (1 de janeiro de 1995)
- "Masquerade / Winter Grooves" (1 de fevereiro de 1995)
- "Overnight Sensation" (8 de março de 1995)
- "Brand New Tomorrow" (25 de outubro de 1995)
- "Happening Here / Teens" (11 de dezembro de 1995)
- "Love & Peace Forever" (21 de março de 1996)
- "Hey! Ladies & Gentlemen" (12 de junho de 1996)
- "Brave Story" (24 de julho de 1996)
- "Silent Night" (6 de novembro de 1996)
- "Legend of Wind" (11 de dezembro de 1996)
- "Dragons' Dance" (25 de junho de 1997)
- "Unite! The Night!" (18 de fevereiro de 1998)
- "Frame" (25 de março de 1998)
- "Try or Cry" (29 de abril de 1998)
- "Be Free" (23 de setembro de 1998)
- "Embrace / Slug and Soul" (5 de novembro de 1998)
- "Joy" (3 de fevereiro de 1999)
- "Wired" (21 de abril de 1999)
- "He Lives in You" (25 de agosto de 1999)
- "Burst Drive Mix" (23 de março de 2000)
- "Burst Drive Mix -2nd mix-" (31 de maio de 2000)
- "Burst Drive Mix -3rd mix-" (26 de julho de 2000)
- "Da! Da! Da! SEB Presents Boy Meets Girl with TRF" (23 de agosto de 2000)
- "Burst Drive Mix -4th mix-" (20 de setembro de 2000)
- "Burst Drive mix -5th mix-" (22 de novembro de 2000)
- "Where to Begin" (18 de janeiro de 2006)
- "Silence Whispers" (30 de agosto de 2006)
- "We are all Bloomin" (29 de novembro de 2006)
- "Innovation" (17 de outubro de 2007)
- "Live Your Days" (23 de abril de 2008)
- "Memorial Snow/Closure" (21 de janeiro de 2009)

### Álbuns
- trf "This is the Truth" (25 de fevereiro de 1993)
- Hyper Techno Mix (21 de maio de 1993)
- EZ Do Dance / trf (21 de julho de 1993)
- World Groove (9 de fevereiro de 1994)
- trf Hyper Mix (27 de abril de 1994)
- Billionaire (27 de julho de 1994)
- Dance to Positive (27 de março de 1995)
- Hyper Mix 4 (21 de junho de 1995)
- Brand New Tomorrow (11 de dezembro de 1995)
- The Live (21 de fevereiro de 1996)
- Works -The best of TRF- (1 de janeiro de 1998)
- Unite (20 de maio de 1998)
- Loop # 1999 (19 de maio de 1999)
- Burst drive mix -Album- (27 de dezembro de 2000)
- Lif-e-Motions (15 de fevereiro de 2006)
- TRF 15th Anniversary Best Memories (7 de fevereiro de 2007)
- Gravity (11 de fevereiro de 2009)

### DVDs
- TRF Tour 1999 (29 de março de 2000)
- World Groove (29 de março de 2000)
- trf Tour '94 Billionaire - Boy Meets Girls (29 de março de 2000)
- Ultimate Films 1994-1995 (29 de março de 2000)
- trf Tour '95 dAnce to positive Overnight Sensation (29 de março de 2000)
- Brand New Tomorrow in Tokyo Dome -Presentation for 1996- (29 de março de 2000)
- TRF Live in Yokohama Arena (29 de março de 2000)
- TRF Tour '98 Live in Unite! (29 de março de 2000)
- Video Clips (11 de dezembro de 2002)
- Works -The Best of TRF- (28 de janeiro 2004) - Um DVD de áudio.
- Complete Best Live from 15th Anniversary Tour -Memories- 2007 (23 de abril de 2008)

### Videoclipes
- World Groove (26 de setembro de 1994)
- trf Tour '94 Billionaire - Boy Meets Girls (16 de dezembro de 1994)
- Ultimate Films 1994-1995 (21 de junho de 1995)
- trf Tour '95 dance to positive Overnight Sensation (22 de novembro de 1995)
- Brand New Tomorrow in Tokyo Dome -Presentation for 1996- (21 de fevereiro de 1996)
- TRF Live in Yokohama Arena (30 de abril de 1997)
- TRF Tour '98 Live in Unite! (17 de setembro de 1998)
- Rave 2001 Dancer Selection vol.1 (30 de junho de 1999)
- TRF Tour 1999 (15 de dezembro de 1999)

### Compilações
- Luna Sea Memorial Cover Album (19 de dezembro de 2007)